# Босилеград
Босилеград (серб. и болг. Босилеград) — населённый пункт городского типа в Сербии, административный центр одноимённой общины в Пчиньском округе. Согласно переписи 2011 года, население составляет 2624 человека.

## География
Весь муниципалитет характеризуется горным районом с высотой от 660 до 1922 метров. Самая высокая горная вершина — гора Бесна Кобила с высотой 1922 м над уровнем моря.
Через город протекает река Драговиштица, которая вместе со своими притоками относится к бассейну Струмы. Неблагоприятная конфигурация местности и структура земли обуславливают неразвитость дорожной сети. Таким образом, основные дороги, с которыми муниципалитет связан с внутренними районами, а также с Болгарией, имеют крайне низкое качество, что напрямую определяет развитие муниципалитета. Город находится в нескольких километрах от границы с Болгарией.
Месторождения олова и цинка. Производство аграрной продукции (например, мёда).

## История
Босилеград впервые упоминается в турецких документах 1570 и 1576 годов как село Посилград.
В период русского управления в Болгарии, возникшего в ходе Русско-турецкой войны 1877—1878 годов, Босилеград входил в Изворскую волость (околию) Кюстендильского округа Софийской губернии. После войны вошёл в состав Княжества Болгарии. В 1882 году центр Изворской околии перенесён из села Извор в Босилеград, а околия переименована на Босилеградскую. В 1883 году это решение было отменено, но в 1889 году принято вновь. В 1901 году Босилеградская околия упразднена, а её территория разделена между Кюстендилской и Радомирской околией.
По Нёйискому мирному договору, заключенному по итогам Первой мировой войны, Болгария передала Босилеград вместе с окрестностями в состав Королевства сербов, хорватов и словенцев. Территория Босилеграда вновь была аннексирована Болгарией во время Второй мировой войны, но была возвращена Югославии по итогам войны.

## Население
Согласно переписи населения 2002 года, в городе проживало 2702 человека (2072 болгарина, 247 сербов, 24 югослава и другие).
| Численность населения | Численность населения | Численность населения | Численность населения | Численность населения | Численность населения | Численность населения | Численность населения |
| 1948                  | 1953                  | 1961                  | 1971                  | 1981                  | 1991                  | 2002                  | 2011                  |
| --------------------- | --------------------- | --------------------- | --------------------- | --------------------- | --------------------- | --------------------- | --------------------- |
| 1233                  | 1320                  | 1355                  | 1662                  | 2029                  | 2440                  | 2702                  | 2624                  |

## Религия
В городе расположен храм Рождества Пресвятой Богородицы, построенный в 1870—1877 годах, — центр Босилеградского архиерейского наместничества Враньской епархии Сербской православной церкви.